# الهجرة (ملحان)

تعديل مصدري - تعديل

الهجرة هي إحدى قرى عزلة القبلة بمديرية ملحان التابعة لمحافظة المحويت، بلغ تعداد سكانها 494 نسمة حسب تعداد اليمن لعام 2004.